# Gouendo
Gouendo è un comune rurale del Mali facente parte del circondario di Barouéli, nella regione di Ségou.
Il comune è composto da 9 nuclei abitati:
- Baguiba
- Diero
- Djela
- Gouendo
- Kouralé
- M'Perdiola
- Moribougou III
- Néréninkoro
- Tlani